# Isoetes panchananii
Isoetes panchananii là một loài dương xỉ trong họ Isoetaceae. Loài này được Pant & Srivast. mô tả khoa học đầu tiên năm 1962.
Danh pháp khoa học của loài này chưa được làm sáng tỏ. 